# Espina (Vegadeo)
Espina  ist ein Weiler in der Gemeinde Vegadeo der autonomen Region Asturien in Spanien.

## Geographie
Espina hat 32 Einwohner (2011) auf einer Fläche von 9,89 km². Die nächste größere Ortschaft ist Vegadeo, der zehn Kilometer entfernte Hauptort der gleichnamigen Gemeinde. Der Weiler gehört zu dem Parroquia Paramios.

## Klima
Angenehm milde Sommer mit ebenfalls milden, selten strengen Wintern. In den Hochlagen können die Winter durchaus streng werden.

## Sehenswertes
- Casa de la Rúa
- Reserva Natural Parcial de la Ría del Eo (Naturpark)